# Augusto Vidal
Augusto Vidal Roget (Llagostera, 1909 - Barcelona, 1976) fue un pedagogo y traductor español.

## Biografía
Nacido en 1909, desde temprana edad se dedicó a la enseñanza. Realizó estudios de pedagogía y psicología en Madrid. Posteriormente ampliaría sus estudios en Alemania, país donde redactó su obra Consultorios pedagógicos (1935). Se afilió a la Federación de Trabajadores de la Enseñanza (FETE), llegando a formar parte de su comisión ejecutiva. Tras el estallido de la Guerra civil se unió al PCE. Durante la contienda fue comisario político de la 45.ª División internacional, así como de otras unidades militares.
Tras el final de la guerra se exilió en la Unión Soviética, donde sería profesor en la facultad de filología de la Universidad de Moscú. Formó parte del llamado «grupo de Moscú», junto a José Laín Entralgo, Lydia Kúper, Luis Abollado y Arnaldo Azzati. Posteriormente regresaría a España, donde se dedicó a la traducción. Junto a Kúper, Abollado o Azzati tradujo al español las Obras completas de Fiódor Dostoyevski o el Diccionario soviético de filosofía (1965). En la década de 1960 dirigió la colección «Maestros Rusos» de la editorial Planeta, introduciendo en la misma a autores soviéticos —hasta entonces prohibidos—.